# Charles-Amable Battaille
Charles Amable Bataille (Nantes, 30 de setembre de 1822 - París, 2 de maig de 1872) fou un cantant d'òpera francesa (baix).
En la seva joventut cursà la carrera de medicina. Havent-se traslladat a París per a doctorar-se, la seva gran afició al teatre el va fer entrar en el Conservatori, i en dos anys aconseguí els tres primers premis de cant, d'òpera i d'òpera còmica (1847). Dotat d'una privilegiada veu de baix cantant, debutà el 1848 en el Teatre de l'Òpera Còmica amb La Fille du régiment de Donizetti, i fou satisfet d'aplaudiments, desenvolupant el rol de Sulpice, al que li donà un relleu extraordinari. Durant aquella època fou un dels artistes més estimats del públic parisenc, confiant-li els autors l'estrena d'obres tant importants com: Le Val d'Andorre, de Halévy; Le song d'une nuit d'été, Le Carilloneur de Bruges, L'étoile du Nord i d'altres. Una afecció a la gola l'obligà a retirar-se el 1857, i si bé quelcom millorat va reaparèixer en el Théâtre Lyrique (1860) cantant el Philémon et Baucis, de Gounod, amb èxit, tingué de renunciar per sempre al teatre, en haver-li rebrotat amb més força la malaltia, encara que continuà desenvolupant les classes del Conservatori que ocupava des del 1851.
Quan va caure el segon l'Imperi francès el 1870 aconseguí la sub-prefectura d'Ancenis, on prestà serveis excel·lents organitzant i armant alguns batallons. També se li deuen alguns escrits referents a l'art del cant, entre els que figuren una important memòria presentada a l'Acadèmia de Ciències, amb el títol de Nouvelles recherches sur la phonation (París, 1861), estudi mèdic de l'aparell bucal relacionat amb la ensenyança del cant. A aquest treball li seguiren: De l'enseignement du chant i De la physiologie appliquée à l'étude du mécanisme vocal.